# Air Bagan
Air Bagan is een luchtvaartmaatschappij uit Myanmar (vroegere Birma) met als thuisbasis Yangon. Zij voert passagiers-, vracht- en chartervluchten uit in Myanmar, China en Cambodja.

## Geschiedenis
Air Bagan is opgericht in juni 2004 en had haar eerste vlucht op 15 november 2004. De eerste vlucht buiten Myanmar werd gevlogen van Yangon naar Bangkok op 15 mei 2007 en de tweede op september 2007 van Yangon naar Singapore. De luchtvaart maatschappij is sinds de oprichting eigendom van Htoo Trading Co.
Op 16 augustus, 2015 heeft Air Bagan alle vluchten beëindigd. De reden was de total-loss van een ATR-72 vliegtuig bij een ongeval op 24 juli 2015, waardoor het niet meer mogelijk was de vliegoperaties te continueren.
De Air Bagan website is nog operationeel voor e-ticketing, maar het gebruikt nu code sharing met Asian Wings airlines. Vluchten zullen vermoedelijk worden uitgevoerd door Asian Wings.

### Bestemmingen
Air Bagan voerde lijndiensten uit naar: (december 2012)

### Binnenland
- Myanmar
  - Ayeyarwady
    - Pathein - Pathein Airport

  - Kachin
    - Myitkyina
    - Putao

  - Mandalay
    - Mandalay
    - Naypyidaw
    - Nyaung U

  - Rakhine
    - Sittwe
    - Thandwe

  - Sagaing
    - Homalin
    - Kalaymyo
    - Monywa

  - Shan
    - Heho
    - Kyaing-Tong
    - Lashio
    - Tacheleik

  - Tanintharyi
    - Dawei
    - Kawthaung
    - Myeik

  - Yangon
    - Yangon - Internationale Luchthaven Yangon

### Buitenland
- Cambodja
  - Siem Reap
- China
  - Kunming
- Thailand
  - Bangkok
  - Chiang Mai
  - Phuket

## Vloot
| Toestel    | Aantal | Bijzonderheden              |
| ---------- | ------ | --------------------------- |
| Fokker 100 | 1      | 1 verloren gegaan bij crash |
| ATR 72     | 2      | De 212 en 500 versie        |
| ATR 42     | 2      |                             |
| Totaal     | 5      |                             |

Bron:  

## Ongelukken
Op dinsdag 25 december 2012 crashte een Fokker 100 bij de luchthaven van de stad Heho in Myanmar.
Het toestel miste in dichte mist de landingsbaan en belandde in een rijstveld waarna het toestel in tweeën brak. Aan boord waren 71 passagiers waarvan er 1 overleed en 10 anderen gewond raakten.
Een motorrijder overleefde evenmin de crash omdat hij werd geraakt door het toestel.